# Підземне сховище Сарнія
Підземне сховище Сарнія — комплекс каверн у канадській провінції Онтаріо, призначений для зберігання зріджених вуглеводневих газів (ЗВГ).
З 1970-го у Сарнії діє установка фракціонування, яка здійснює розділення суміші ЗВГ з отриманням пропану, бутану та ізобутану. Їх зберігання організоване у підземному сховищі, створеному розмиванням відкладень формації Саліна (силурійський період). Усього в комплексі спорудили дванадцять каверн, що станом на 2012 рік дозволяло забезпечити розміщення 1,7 млн барелів нефракціонованих ЗВГ та 5,7 млн барелів розділених продуктів. Зворотнє витіснення газів з каверн відбувається за допомогою подачі більш важкого соляного розчину, для зберігання якого призначені сім наземних басейнів. Корисний об'єм комплексу може бути збільшений за умови утилізації наявного соляного розчину.
Окрім пропану та бутану, сховище також використовується для розміщення етану, який надходить не від фракціонатора, а через трубопровід Eastern Delivery System, котрий в свою чергу отримує його з етанопроводу Utopia Pipeline (а раніше з Cochin Pipeline). Певна кількість етану може подаватись через трубопровід Kalkaska Pipeline, який обслуговує газопереробний завод Калкаска у штаті Мічиган.
Етан зі сховища спрямовується на установку парового крекінгу  у Сарнії. Видача інших продуктів може зокрема відбуватись по згаданій вище Eastern Delivery System (дозволяє бі-дирекціональну експлуатацію) до підземного сховища у Віндзорі.